# Martin Hongla
Martin Hongla (Yaoundé, 16 maart 1998) is een Kameroens voetballer die in het seizoen 2021/22 door Antwerp FC wordt uitgeleend aan Hellas Verona. Hongla is een middenvelder.

## Clubcarrière

### Beginjaren
Hongla genoot zijn jeugdopleiding in de Libiih Thomas Sports Academy en vervolgens de academie van voetballer Blaise Nkufo. In de zomer 2016 werd Hongla de eerste speler die vanuit de Nkufo Sports Academy de stap naar Europa kon zetten: hij tekende bij Granada CF, waar hij eerst bij het B-team in de Segunda División B aansloot. Later stroomde hij ook door naar het eerste elftal van de club. In zijn eerste seizoen speelde hij tien wedstrijden in de Primera División.
In januari 2018 leende Granada hem uit aan FC Barcelona. Hongla speelde voor het B-team van de club in de Segunda División A, maar trainde meestal mee met de A-ploeg. Aan de zijde van onder andere Jasper Cillessen, Yerry Mina, Aleix Vidal en Ousmane Dembélé won hij in maart 2018 de Supercopa de Catalunya: in de finale tegen RCD Espanyol viel hij in de 62e minuut in voor Jorge Cuenca. Later leende Granada hem ook nog uit aan Karpaty Lviv.

### Antwerp FC
In juli 2019 trok Hongla op definitieve basis naar Antwerp FC, waar hij een contract voor vier jaar ondertekende. Hongla kwam er op aanraden van Olivier Renard, die de Kameroener in het voorjaar van 2017 al op het spoor kwam als sportief directeur van Standard Luik. In zijn eerste seizoen speelde hij onder trainer László Bölöni slechts vijftien wedstrijden in alle competities – mede door twee malariabesmettingen, maar ook omdat Bölöni hem nog niet helemaal klaar vond. Op 1 augustus 2020 won hij met Antwerp de Beker van België.
Onder Bölöni's opvolger Ivan Leko werd hij, mede door de enkelblessure van Alexis De Sart en de mindere vorm van Birger Verstraete, een vaste waarde bij Antwerp. Op 17 januari 2021 bezorgde hij Frank Vercauteren zijn eerste zege als Antwerp-trainer door het enige doelpunt van de wedstrijd te scoren tegen KAA Gent. Hij scoorde dat seizoen in de Europa League ook tegen PFK Ludogorets en Rangers FC.

### Hellas Verona
In juli 2021 werd Hongla voor één seizoen verhuurd aan de Italiaanse eersteklasser Hellas Verona, dat ook een aankoopoptie bedong in het huurcontract.

## Clubstatistieken
| Seizoen         | Club             | Land              | Competitie         | Competitie | Competitie | Beker | Beker | Supercup | Supercup | Europees | Europees | Totaal | Totaal |
| Seizoen         | Club             | Land              | Competitie         | Wed.       | Dlp.       | Wed.  | Dlp.  | Wed.     | Dlp.     | Wed.     | Dlp.     | Wed.   | Dlp.   |
| --------------- | ---------------- | ----------------- | ------------------ | ---------- | ---------- | ----- | ----- | -------- | -------- | -------- | -------- | ------ | ------ |
| 2016/17         | Granada CF       | Vlag van Spanje   | Primera División   | 10         | 0          | 0     | 0     | —        | —        | —        | —        | 10     | 0      |
| 2017/18         | Granada CF       | Vlag van Spanje   | Segunda División A | 0          | 0          | 1     | 0     | —        | —        | —        | —        | 1      | 0      |
| 2017/18         | → FC Barcelona B | Vlag van Spanje   | Segunda División A | 6          | 0          | —     | —     | —        | —        | —        | —        | 6      | 0      |
| 2017/18         | Granada CF       | Vlag van Spanje   | Segunda División A | 0          | 0          | 0     | 0     | —        | —        | —        | —        | 0      | 0      |
| 2017/18         | → Karpaty Lviv   | Vlag van Oekraïne | Premjer Liha       | 15         | 2          | 1     | 0     | —        | —        | —        | —        | 16     | 2      |
| 2019/20         | Antwerp FC       | Vlag van België   | Jupiler Pro League | 9          | 0          | 4     | 0     | —        | —        | 2        | 0        | 15     | 0      |
| 2020/21         | Antwerp FC       | Vlag van België   | Jupiler Pro League | 34         | 3          | 1     | 0     | [ 10 ]   | [ 10 ]   | 8        | 2        | 43     | 5      |
| 2021/22         | → Hellas Verona  | Vlag van Italië   | Serie A            | 18         | 1          | 0     | 0     | —        | —        | —        | —        | 18     | 1      |
| 2022/23         | Hellas Verona    | Vlag van Italië   | Serie A            | 9          | 0          | 1     | 0     | —        | —        | —        | —        | 10     | 0      |
| Carrière totaal | Carrière totaal  | Carrière totaal   | Carrière totaal    | 101        | 6          | 8     | 0     | 0        | 0        | 10       | 2        | 119    | 8      |

Bijgewerkt op 11 januari 2023.

## Interlandcarrière
Op 16 november 2020 maakte Hongla zijn interlanddebuut voor Kameroen: in de Afrika Cup-kwalificatiewedstrijd tegen Mozambique een basisplaats van bondscoach Toni Conceição.
| Interlands van Martin Hongla | Interlands van Martin Hongla | Interlands van Martin Hongla | Interlands van Martin Hongla | Interlands van Martin Hongla | Interlands van Martin Hongla | Interlands van Martin Hongla |
| No.                          | Datum                        | Wedstrijd                    | Uitslag                      | Soort Wedstrijd              | Doelpunten                   |                              |
| Als speler bij Antwerp FC    | Als speler bij Antwerp FC    | Als speler bij Antwerp FC    | Als speler bij Antwerp FC    | Als speler bij Antwerp FC    | Als speler bij Antwerp FC    | Als speler bij Antwerp FC    |
| ---------------------------- | ---------------------------- | ---------------------------- | ---------------------------- | ---------------------------- | ---------------------------- | ---------------------------- |
| 1.                           | 16 november 2020             | Mozambique – Kameroen        | 0 – 2                        | Kwalificatie Afrika Cup 2021 | -                            |                              |
| 2.                           | 26 maart 2021                | Kaapverdië – Kameroen        | 3 – 1                        | Kwalificatie Afrika Cup 2021 | -                            |                              |
| 3.                           | 30 maart 2021                | Kameroen – Rwanda            | 0 – 0                        | Kwalificatie Afrika Cup 2021 | -                            |                              |
| 4.                           | 4 juni 2021                  | Nigeria – Kameroen           | 0 – 1                        | Vriendschappelijk            | -                            |                              |
| 5.                           | 8 juni 2021                  | Kameroen – Nigeria           | 0 – 0                        | Vriendschappelijk            | -                            |                              |
| Totaal                       | Totaal                       | Totaal                       | Totaal                       | Totaal                       | -                            |                              |

Bijgewerkt tot 10 juli 2021

## Erelijst
| Beker van België | 1× | 2019/20 |